# Anthony Ashley-Cooper (3e comte de Shaftesbury)
Pour les articles homonymes, voir Anthony Ashley-Cooper, Ashley et Cooper.
Anthony Ashley-Cooper (26 février 1671 – 4 février 1713), 3e comte de Shaftesbury, est un philosophe, écrivain et homme politique anglais.

## Biographie

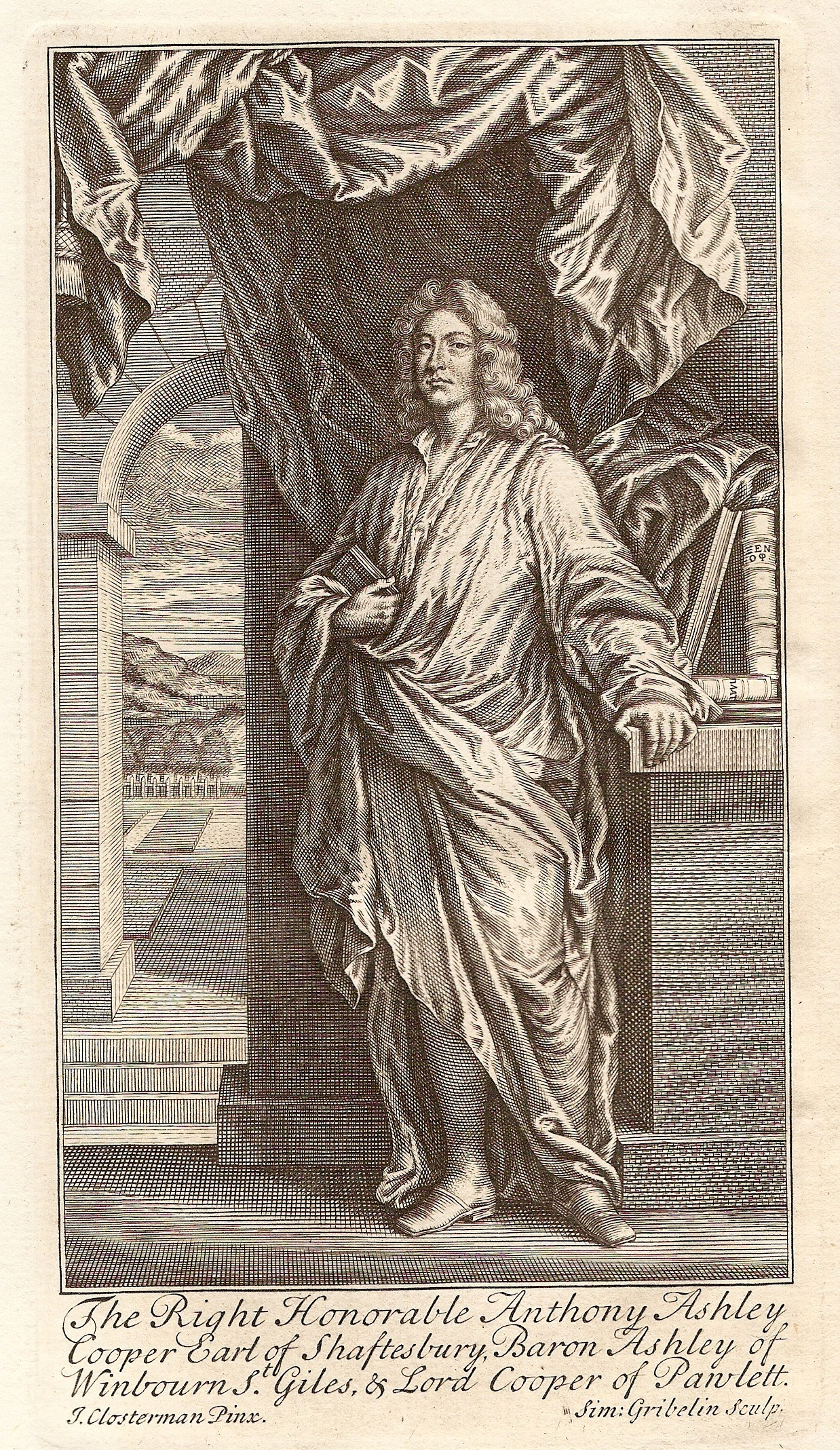
Portrait d'Anthony Ashley-Cooper dans les Characteristicks.

Shaftesbury est né le 26 février 1671 à Exeter House à Londres. John Locke assista à sa naissance, en sa qualité d'assistant médical de la famille Ashley. Shaftesbury est en effet le petit-fils d'Anthony Ashley-Cooper (1er comte de Shaftesbury), au service duquel Locke était alors. À l'âge de trois ans, le futur Troisième Comte fut confié à la garde formelle de son grand-père. Locke se vit alors confier la direction de son éducation, selon les principes énoncés dans les Quelques pensées sur l'éducation. La méthode d'enseignement du latin et du grec fut poursuivie avec un tel succès par son instructrice, Elizabeth Birch, qu'à l'âge de onze ans, Ashley pouvait lire ces langues avec facilité. 
En novembre 1683, quelques mois après la mort du premier comte, son père l'envoya au collège Winchester. Timide et moqué à cause de son grand-père, sa scolarité ne fut pas des plus brillantes. Il quitta Winchester en 1686 pour voyager.
En 1689, un an après la Glorieuse Révolution, Lord Ashley retourna en Angleterre et, pendant près de cinq ans, il semble avoir mené une vie calme et studieuse. 
Élu au parlement pour l'arrondissement de Poole, il se distingua bientôt par un discours en faveur d'un projet de loi prévoyant qu'une personne accusée ou soupçonnée de trahison puisse recevoir l'assistance d'un avocat. Membre du parti Whig, Ashley n'était pas du genre à se plier à une discipline de parti. 
Sa mauvaise santé - il souffrait d'asthme - le força à se retirer du parlement en 1698. Pour échapper à la pollution londonienne, il achète alors une propriété à Little Chelsea, et séjourne aux Pays-Bas où il fait la connaissance de Jean Le Clerc, Pierre Bayle, Benjamin Furly (marchand quaker anglais chez qui Locke avait résidé pendant son séjour à Rotterdam) et probablement Limborch et le reste du cercle littéraire dont Locke avait été un membre chéri et honoré neuf ou dix ans auparavant. 
Après une absence de plus d'un an, Ashley revint en Angleterre et succéda à son père en tant que comte de Shaftesbury. Il prit une part active, du côté whig, aux élections générales de 1700-1701, et encore, avec plus de succès, aux élections d'automne de 1701. Guillaume III lui offrit un poste de secrétaire d'État, que la détérioration de sa santé le contraint à décliner. 
D'août 1703 à août 1704, il s'installa de nouveau aux Pays-Bas. A son retour, âgé de près de 40 ans, il se maria, sur les conseils pressants de ses amis, principalement pour fournir un successeur au titre. L'objet de son choix (ou plutôt de son second choix, car un projet antérieur de mariage avait échoué peu de temps auparavant) fut Jane Ewer, fille d'un gentleman du Hertfordshire. Le mariage eut lieu à l'automne de 1709 et le 9 février 1711 naquit chez lui à Reigate, à Surrey, son unique enfant et héritier, le quatrième comte.
À l'exception d'une préface aux sermons du docteur Whichcote, un des platoniciens ou latitudinaires de Cambridge, publié en 1698, Shaftesbury semble n'avoir rien imprimé jusqu'en 1708. En 1711, les Caractéristiques des Hommes, des Manières, des Opinions, des Temps parurent en trois volumes, sans nom et sans initiales sur la page de titre, et sans même le nom d'imprimeur. 
En novembre 1711, Shaftesbury s'installa à Naples pour plus d'un an. Il est le mécène du peintre Paolo de Matteis, qui réalise pour lui plusieurs tableaux dont un Hercule entre la Volupté et la Vertu. Sa principale occupation à cette époque fut de préparer une seconde édition des Caractéristiques, qui parut peu après sa mort, survenue le 4 février 1713.

## Philosophie
La philosophie de Shaftesbury, qui eut une grande influence aux XVIIIe siècle et XIXe siècle, est empreinte de théologie. Pour lui, toutes choses s'inscrivent dans un ordre cosmique harmonieux qui est le signe d'une conception divine. Il en déduit que le beau est une valeur objective qui naît là où l'on reconnaît cet ordre cosmique harmonieux.

S'intéressant aussi à la nature humaine, il développe une théorie de la vertu morale à la fois rationaliste et sentimentaliste, distincte du pacte de soumission de Thomas Hobbes ou de l'égoïsme éthique et psychologique. Comme pour l'esthétique, la religion ou la quête philosophique, il considère que le but de la vertu est l'identification avec l'ordre harmonieux de l'Univers.
Un des apports majeurs de Shaftesbury est la notion de ridicule : « La vérité peut supporter toutes les espèces de lumière, et parmi elles il faut compter le ridicule lui-même ». La recherche du ridicule ne constitue pas un critère de vérité objective mais c'est un moyen pour contrôler l'authenticité de ce que nous nous sommes approprié comme étant digne de foi.

## Publications
- An inquiry concerning virtue or merit (1699), traduction française par Denis Diderot sous le titre Essai sur le mérite et la vertu (1745).
- A Letter Concerning Enthusiasm (1708).
- Sensus Communis, An Essay on the Freedom of Wit and Humor (1709).
- The Moralists, A Philosophical Rhapsody (1709).
- Soliloquy, or Advice to an Author (1710).
- Characteristics of men, manners, opinions, times (1711), (anthologie qui contient les cinq essais précédents), 5e éd., Birmingham, printed by John Baskerville, 1773.